# Giuseppe Peretti (anarchico)
Giuseppe Peretti (Bellinzona, 22 febbraio 1887 – Bellinzona, 18 settembre 1966) è stato un anarchico e antifascista svizzero.
Attivo organizzatore di espatri clandestini di oppositori del regime fascista, condannato dal Tribunale speciale per la difesa dello Stato.

## Biografia
Giuseppe Peretti, ferroviere di professione, è attivo nel movimento sindacale e anarchico svizzero fin dal 1903, nel 1918 costituisce un comitato per la liberazione di Luigi Bertoni che raccoglie largo seguito nel Canton Ticino, nel 1922, insieme a Carlo Vanza, aiuta Errico Malatesta ad entrare illegalmente in Svizzera per partecipare al congresso di Saint-Imier.

Con l'avvento del fascismo diventa un importante punto di riferimento per gli oppositori del regime che, da Milano, cercano di espatriare in Svizzera. Sia valicando a piedi le Alpi grazie alle proprie doti di alpinista, sia con l'aiuto di contrabbandieri, sia in treno con l'ausilio di documenti falsi riesce a portare in salvo un centinaio di anarchici, repubblicani e socialisti.

Alcune antifasciste vengono fatte espatriare in treno facendole passare per la moglie di Peretti, tra queste Luce Fabbri.

I fuggiaschi vengono poi fatti passare in Francia travestiti da operai grazie a Ferdinando Balboni di Basilea oppure indirizzati a Luigi Bertoni e Carlo Frigerio di Ginevra oppure ad altri compagni di Zurigo sempre allo scopo di farli transitare in Francia.

Peretti è anche molto attivo nel portare a Milano fondi per i detenuti politici, nel 1929 viene arrestato e, insieme a diversi altri anarchici, deferito al Tribunale speciale per la difesa dello Stato. Il rischio di complicazioni con la Svizzera induce il presidente del Tribunale speciale Guido Cristini ad occuparsi personalmente dell'istruttoria del caso. L'anarchico verrà condannato a due anni di reclusione e tre di vigilanza speciale per aver "ricostituito il Partito Anarchico". La condanna è basata essenzialmente sui fondi portati in Italia, la sua responsabilità negli espatri clandestini non verrà mai scoperta dalla polizia italiana e questo, insieme alle pressioni elvetiche, spiega la relativa mitezza della pena..

Di fronte alla condanna nasce in Svizzera una vasta campagna di solidarietà promossa da Il Risveglio anarchico di Ginevra. Lo stesso governo elvetico interverrà presso quello italiano ottenendo la scarcerazione di Peretti dopo un anno e 26 giorni di detenzione. Rientrato in patria Peretti continuerà nella sua militanza politica.